# ウェストミーズ伯爵
ウェストミーズ伯爵（ウェストミーズはくしゃく、英: Earl of Westmeath）は、アイルランド貴族の爵位。1621年に創設された。

## 歴史
ウェストミーズ伯爵家の源流であるデルヴィン男爵家の歴史には不明な点が多く、最古のものではミーズ領主ヒュー・ド・レイシー(bef.1135–1186)がギルバート・ド・ニュージェントなる人物にデルヴィン男爵の世襲称号を与えた記録がある。アイルランド大法官府裁判所に現れる最古の記録は1388年時点のもので、「ニコラス・ニュージェントの息子たるデルヴィン男爵ウィリアム」がラテン語で記載された。1489年にヘンリー8世がアイルランド貴族をグリニッジに招集したとき、デルヴィン男爵が出席した男爵のうち序列6位（5位はゴーマンストン男爵、7位はスレーン男爵）であることから叙爵時期が推定されている。『完全貴族要覧』第2版では1489年に招集されたデルヴィン男爵リチャード・ニュージェントを初代男爵として表記したが、本項ではこの1489年の記録に基づき、1388年時点のデルヴィン男爵ウィリアム・ニュージェントを初代男爵として表記する（1489年のデルヴィン男爵は4代男爵となる）。
4代男爵リチャード・ニュージェント(bef.1476–1538)はバーク家とキルデア伯爵家の間の戦闘である1504年のノックドーの戦いで戦功を挙げた。
その曽孫にあたる6代男爵クリストファー・ニュージェント(1544–1602)は1565年に騎士爵に叙されたが、1574年に蜂起したデズモンド伯爵（デズモンドの乱）を反乱者とみなすことに拒否したことで政府から疑われ、1580年にロンドン塔に投獄された（1585年までに釈放）。
その息子である7代男爵リチャード・ニュージェント(1583–1642)は1603年に騎士爵に叙された後、反乱を疑われて大陸ヨーロッパに逃亡した初代ティアコネル伯爵ロリー・オドンネル(1575–1608)への加担を疑われて1607年に逮捕された。彼はダブリン城に投獄されたのち脱獄したが、アイルランド枢密院に出頭して降伏し、以降政府に信用され1611年には多くの領地を与えられた。彼は1621年9月4日にアイルランド貴族であるウェストミーズ伯爵に叙された後、1627年のサン＝マルタン＝ド＝レ包囲戦に参戦したが、1641年アイルランド反乱への関与を拒否、1642年に反乱軍に暴行されて死亡した。
初代伯爵の孫にあたる2代伯爵リチャード・ニュージェント(1621–1684)はアイルランド同盟戦争におけるダンガンズ・ヒルの戦いで同盟側の軍人として参戦して捕虜になった。彼は1652年に降伏したのち、1653年に領地の3分の1を取り戻したが、1659年にリチャード・クロムウェルより逮捕を命じられた。彼はイングランド王政復古以降には政治にほとんどかかわらなかった。
2代伯爵の孫にあたる4代伯爵トマス・ニュージェント(1669–1752)はウィリアマイト戦争でジェームズ2世を支持して、1691年に私権剥奪されたが、1697年に私権剥奪を解除された。4代伯爵の弟で後の5代伯爵ジョン・ニュージェントもウィリアマイト戦争でジェームズ2世を支持して、ボイン川の戦いとリムリック包囲戦に参戦した。その後はフランス王国に渡り、フランスの軍人として大同盟戦争、スペイン継承戦争、ポーランド継承戦争、オーストリア継承戦争に参戦した。
5代伯爵の息子にあたる6代伯爵トマス・ニュージェント(1714–1792)はアイルランド国教会を遵奉してアイルランド貴族院議員に就任したほか、1783年の聖パトリック騎士団設立とともに団員に選出された。
6代伯爵の三男である7代伯爵ジョージ・フレデリック・ニュージェント(1760–1814)はアイルランド庶民院議員、アイルランド貴族代表議員を務めた。彼はこの時代にしては珍しく、妻と不倫相手のオーガスタス・キャヴェンディッシュ＝ブラッドショー閣下(1768–1832)を訴えて勝訴し、1796年に結婚を解消した。
7代伯爵の息子にあたるジョージ・トマス・ジョン・ニュージェント(1785–1871)は1822年1月12日にアイルランド貴族であるウェストミーズ侯爵に叙された後、ウェストミーズ統監、アイルランド貴族代表議員を務めた。しかし彼は息子をもうけず、ウェストミーズ侯爵は一代で廃絶した。
侯爵の死後、2代伯爵の次男の子孫でジャコバイト貴族の第6代リヴァーストンのニュージェント男爵であるアンソニー・フランシス・ニュージェント(1805–1879)が爵位を継承して9代伯爵となった。
9代伯爵の孫にあたる11代伯爵アンソニー・フランシス・ニュージェント(1870–1933)はアイルランド貴族代表議員を務めた。
2003年現在の当主は11代伯爵の弟の息子にあたる13代伯爵ウィリアム・アンソニー・ニュージェント(1928–)である。

## 現当主の保有爵位
現当主の第13代ウェストミーズ伯爵ウィリアム・アンソニー・ニュージェントは、以下の爵位を有する。
- 第13代ウェストミーズ伯爵（13th Earl of Westmeath）
（1621年9月4日の勅許状によるアイルランド貴族爵位）
- 第19代デルヴィン男爵（19th Baron Delvin）
（1388年ごろ創設のアイルランド貴族爵位）

## 一覧

### デルヴィン男爵（1388年ごろ）
- 初代デルヴィン男爵ウィリアム・ニュージェント（1385年以前 – 1422年以前）
- 第2代デルヴィン男爵リチャード・ニュージェント（1406年以前 – 1475年）
- 第3代デルヴィン男爵クリストファー・ニュージェント（1458年以前 – 1478年）
- 第4代デルヴィン男爵リチャード・ニュージェント（1476年以前 – 1538年）
- 第5代デルヴィン男爵リチャード・ニュージェント（1523年 – 1559年）
- 第6代デルヴィン男爵クリストファー・ニュージェント（英語版）（1544年 – 1602年）
- 第7代デルヴィン男爵リチャード・ニュージェント（英語版）（1583年 – 1642年）
  - 1621年、ウェストミーズ伯爵に叙爵

### ウェストミーズ伯爵（1621年）
- 初代ウェストミーズ伯爵リチャード・ニュージェント（英語版）（1583年 – 1642年）
  - デルヴィン卿クリストファー・ニュージェント（1604年 – 1625年）
- 第2代ウェストミーズ伯爵リチャード・ニュージェント（英語版）（1621年 – 1684年）
  - デルヴィン卿クリストファー・ニュージェント（1670年代没）
- 第3代ウェストミーズ伯爵リチャード・ニュージェント（1669年以前 – 1714年）
- 第4代ウェストミーズ伯爵トマス・ニュージェント（1669年 – 1752年）
  - デルヴィン卿クリストファー・ニュージェント（1705年以前 – 1752年）
- 第5代ウェストミーズ伯爵ジョン・ニュージェント（1671年 – 1754年）
- 第6代ウェストミーズ伯爵トマス・ニュージェント（1714年 – 1792年）
  - デルヴィン卿リチャード・ニュージェント（英語版）（1742年 – 1761年）
  - デルヴィン卿トマス・ニュージェント（1758年ごろ – ?）
- 第7代ウェストミーズ伯爵ジョージ・フレデリック・ニュージェント（英語版）（1760年 – 1814年）
- 第8代ウェストミーズ伯爵ジョージ・トマス・ジョン・ニュージェント（1785年 – 1871年）
  - 1822年、ウェストミーズ侯爵に叙爵

### ウェストミーズ侯爵（1822年）
- 初代ウェストミーズ侯爵ジョージ・トマス・ジョン・ニュージェント（1785年 – 1871年）

### ウェストミーズ伯爵（1621年、復帰）
- 第9代ウェストミーズ伯爵アンソニー・フランシス・ニュージェント（英語版）（1805年 – 1879年）
- 第10代ウェストミーズ伯爵ウィリアム・セント・ジョージ・ニュージェント（英語版）（1832年 – 1883年）
- 第11代ウェストミーズ伯爵アンソニー・フランシス・ニュージェント（1870年 – 1933年）
- 第12代ウェストミーズ伯爵ギルバート・チャールズ・ニュージェント（英語版）（1880年 – 1971年）
- 第13代ウェストミーズ伯爵ウィリアム・アンソニー・ニュージェント（1928年 – ）

爵位の法定推定相続人は現当主の息子デルヴィン卿ショーン・チャールズ・ウェストン・ニュージェント（1965年 – ）で、その推定相続人は弟パトリック・マーク・レオナード・ニュージェント閣下（1966年 – ）である。